# کمودور سی‌دی‌تی‌وی
«سی دی تی وی» (مختصر شده «Commodore Dynamic Total Vision» و «Compact Disc Television» که دو معنی هم‌زمان را ارائه می‌دهد)، یک دستگاه مولتی‌مدیا است که توسط شرکت کمودور تولید و در مارس ۱۹۹۱ عرضه شد.

## شرح دستگاه
«سی دی تی وی» در اصل یک رایانه خانگی آمیگا ۵۰۰ بود که همراه با گرداننده سی دی-رام و ریموت کنترل عرضه شد و با اضافه کردن گزینه‌هایی مانند صفحه کلید، ماوس و فلاپی دیسک به صورت کامل کارایی یک آمیگا را می‌دهد. کمودور این دستگاه را به عنوان یک وسیله مولتی‌مدیای خانگی (با شعار همه امکانات در یک دستگاه) و در یک کیس شبیه به دستگاه‌های استریوی خانگی عرضه نمود. این سیستم هم دقیقاً همان بازاری را هدف قرار داده بود که دستگاه «فیلیپس سی دی-آی» قصد آن را داشت و البته هر دوی این سیستم‌ها آن طور که انتظار داشتند نتوانستند در بازار مورد نظر موفق شوند. در هر حال «سی دی تی وی» بر اساس تکنولوژی سخت‌افزاری آمیگا طراحی شده بود و در بازار با استفاده از نام برند «آمیگا» و عنوان «سی دی تی وی» عرضه گردید.
کمودور این دستگاه را در تابستان ۱۹۹۰ و در «نمایشگاه بین‌المللی سی‌ئی‌اس» شیکاگو معرفی و اعلام کرد تا پایان سال به همراه ۱۰۰ عنوان نرم‌افزاری منتشر خواهد نمود. این محصول ابتدا در مارس ۱۹۹۱ و در آمریکای شمالی (نمایشگاه سی‌ئی‌اس لاس وگاس) و در بریتانیا (نمایشگاه دنیای کمودور، لندن) عرضه گردید. این محصول در تبلیغات با قیمت ۴۹۹ پوند و شامل یک عدد دستگاه «سی دی تی وی»، ریموت کنترل و دو عنوان نرم‌افزاری معرفی گردید. در ایالات متحده آمریکا نیز این دستگاه با قیمت ۹۹۹ دلار عرضه شد.
در سال ۱۹۹۰ میلادی، شرکت کمودور وجهه مناسبی بین سازندگان و مشتریان نداشت. مجله «کامپیوتر گیمینگ ورلد» در مورد شرکت کمودور و در همان سال نوشت: «سابقه بسیار بد و وحشتناک از رضایتمندی مشتریان و پشتیبانی فنی در گذشته.» کمپانی کمودور اقدام به انتخاب مجله‌های وفادار و متعصب به آمیگا به عنوان کانال رسمی برای تبلیغات این محصول نموده بود، اما جامعه آمیگا با وجود «سی دی-رام» خارجی تولید شده (A570)، این محصول را مورد توجه قرار ندادند. این مسئله باعث افت فروش سیسم «سی دی تی وی» گردید، چرا که این محصول که توسط کمودور قرار بود جدا به فروش برسد در واقع یک آمیگا ۵۰۰ به همراه سی دی درایو A570 اضافه بود و هر دو هم از نرم‌افزارهای یکسانی بهره می‌بردند، در نتیجه انگیزه بسیار کمی برای خرید این محصول در بین کاربران پدید می‌آمد. این ایراد توسط شرکت کمودور می‌توانست به وسیله تولید کنسول جانشین این سیستم (آمیگا سی‌دی۳۲) مرتفع گردد، زیرا کنسول «سی دی ۳۲» از تراشه اختصاصی «آکیکو» بهره می‌برد، ضمن اینکه بازی‌های آن فقط بر روی کنسول «سی دی۳۲» قابل اجرا بود.
در حالی که در همان دوران سیستم عامل آمیگا اواس ۲٫۰ به بازار عرضه شده بود، ولی سیستم سی دی تی وی همچنان با آمیگااواس ۱٫۳ منتشر شد. نکته دیگر اینکه فورمت پخش تصاویر ویدئویی اختصاصی کمودور (CDXL) در ابتدا برای سیستم «سی دی تی وی» طراحی شده بود.
کمودور بعد از مدتی اقدام به طراحی سیستم بهبود یافته و کم هزینه «سی دی تی وی ۲» نمود ولی هرگز اقدام به عرضه آن نکرد. شرکت کمودور در سال ۱۹۹۳ و در پی عرضه کنسول بازی «آمیگا سی‌دی۳۲»، تولید سیستم «سی دی تی وی» را متوقف نمود (آمیگا سی‌دی۳۲ نیز مجدداً بر اساس ساختار سخت‌افزاری آمیگا طراحی شده بود، البته این دفعه آمیگا ۱۲۰۰) و این بار کمودور کاملاً بازار گیم را هدف گرفته بود.

## طراحی
دستگاه «سی دی تی وی» بیشتر به منظور ایجاد محیط پخش موسیقی و ویدئو طراحی شده بود تا یک رایانه شخصی. به همین دلیل طراحی بدنه این سیستم طوری بود که با اغلب سیستم‌های استریو در آن زمان سازگار بود. این سیستم همراه با یک «کنترل از راه دور» و بدون ماوس و صفحه کلید فروخته می‌شد (البته ماوس و صفحه کلید را کاربر می‌توانست جدا خریداری و استفاده نماید، ضمن اینکه بعد از مدتی این وسایل با خود کنسول به صورت یک باندل به فروش رفت). دستگاه «سی دی تی وی» دارای ساختار تکنولوژی مشابه رایانه‌های اولیه آمیگا بود، به همراه یک «سی دی-رام» تک‌سرعته استاندارد و بدون وجود گرداننده فلاپی دیسک.

## اطلاعات فنی
| ویژگی                   | مشخصات |
| ----------------------- | --- |
| واحد پردازش مرکزی       | موتورولا ۶۸۰۰۰ (۷٫۱۶ مگاهرتز ان‌تی‌اس‌سی، ۷٫۰۹ مگاهرتز پال) |

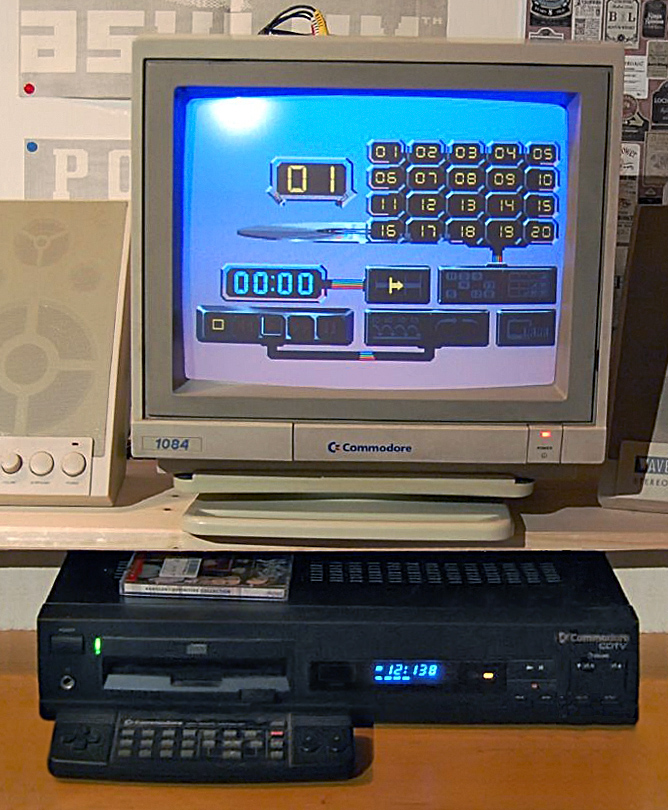
سیستم «سی دی تی وی» به همراه نمایشگر ۱۰۸۴ در حال نمایش پخش‌کننده سی دی صوتی

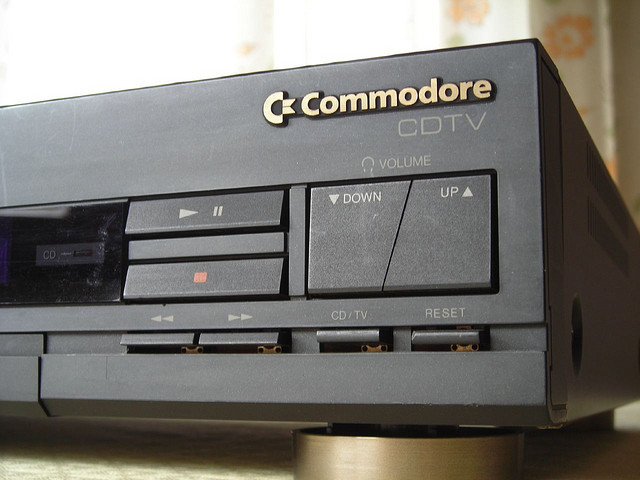
نمای نزدیک از دکمه‌های دستگاه «سی دی تی وی»

| حافظه رَم                | ۱ مگابایت به صورت «چیپ رَم» (قابل ارتقاء) ۲ کیلوبایت حافظه رم غیرفرّار جهت ذخیره بازی‌ها |
| حافظه رام               | ۲۵۶ کیلوبایت حافظه رام «کیک استارت» ۲۵۶ کیلوبایت حافظه رام فریمور سیستم «سی دی تی وی» |
| چیپ ست                  | «اوسی‌اس» (Original Chip Set) یا «ایی سی اس» (Enhanced Chip Set) |
| ویدئو                   | پلت رنگ ۱۲ بیتی (۴۰۹۶ رنگ) حالت‌های گرافیکی شامل ۳۲، ۶۴ (حالت تصویری EHB) یا ۴۰۹۶ رنگ (HAM) هم‌زمان در صفحه نمایش: - ۳۲۰×۲۰۰ به ۳۲۰×۴۰۰i (ان‌تی‌اس‌سی) - ۳۲۰×۲۵۶ به ۳۲۰×۵۱۲i (پال) حالت‌های گرافیکی ۱۶ رنگ بر روی صفحه نمایش: - ۶۴۰×۲۰۰ به ۶۴۰×۴۰۰i (ان‌تی‌اس‌سی) - ۶۴۰×۲۵۶ به ۶۴۰×۵۱۲i (پال) |
| صدا                     | ۴ کانال ۸ بیت PCM (دو کانال استریو) ۲۸ کیلوهرتز حداکثر سمپل ریت |
| حافظه ذخیره‌سازی جداشدنی | گرداننده تک سرعته سی‌دی-رام |
| درگاه‌های ورودی/خروجی    | درگاه صفحه کلید (رابط ۵ پین mini-DIN) درگاه ورودی ماوس (رابط ۴ پین mini-DIN) درگاه سریال RS-232 درگاه موازی (DB-25F) درگاه گرداننده فلاپی دیسک (DB-23F) درگاه اینترفیس میدی (ورودی و خروجی)                                                                                          |
| درگاه‌های صدا/تصویر      | ۲ خروجی صوت (رابط آرسی‌ای) و رابط تی‌آراس استریو ۶٫۳۵ میلی‌متر هدفون خروجی آنالوگ آرجی‌بی ویدئو (DB-23M) خروجی صدا/تصویر تلویزیون (رابط آرسی‌ای[a] یا رابط RF)[b] خروجی ویدئوی کامپوزیت (رابط آرسی‌ای)[a][b] خروجی S-Video (رابط ۴ پین mini-DIN)[a] خروجی صدا/تصویر اسکارت[c]              |
| شیارهای توسعه           | شیار اختصاصی کارت حافظه از ۸ الی ۱۰۲۴ کیلوبایت حافظه غیرفرّار شیار ۸۰ پین جهت تشخیص سخت‌افزار شیار توسعه ۳۰ پین DMA اسلات ویدئو |
| سیستم عامل              | آمیگااواس ۱٫۳ (کیک‌استارت ۱٫۳ و فریم‌ویر ۱٫۳) |
| متفرقه                  | کنترل از راه دور بی‌سیم مادون قرمز صفحه نمایش دیجیتالی در قسمت جلوی دستگاه جهت پخش سی‌دی |

### نکته
^  مدل آمریکای شمالی

^  مدل بریتانیا

^  مدل اروپایی

## آپگریدهای رسمی
«سی دی تی وی» با بسیاری از لوازم جانبی آمیگا سازگاری داشت. لوازم جانبی و آپگریدهای رسمی این سیستم عبارتند از:
- ماوس مادون قرمز بدون سیم (CD1252)
- تراک بال بی‌سیم
- صفحه کلید مشکی رنگ
- کنترلر SCSI به صورت رابط داخلی و خارجی جهت استفاده از گرداننده‌های دیسک سخت و سایر دستگاه‌های SCSI
- دیسک سخت خارجی با رنگ مشکی[۱۲]
- فلاپی دیسک مشکی رنگ خارجی (CD1411, یک FB-354C)
- کارت‌های حافظه اختصاصی با ظرفیت‌های ۶۴ یا ۲۵۷ کیلوبایت (CD1401/CD1405) که اجازه ذخیره کردن پیشرفت‌ها یا امتیازات کسب شده توسط بازیبازها را می‌دهد.[۱۳]
- سخت‌افزار جن لاک برای پال یا ان تی اس سی (CD1300/CD1301) جهت ویرایش و قرار دادن تصاویر ویدئویی از یک منبع بر روی منبع تصویری دیگر[۱۴]

## نسخه‌های مختلف
- مجموعه «سی دی تی وی»: شامل یک عدد دستگاه سی دی تی وی و ریموت کنترل/جوی استیک
- مجموعه «پرو پک»:[۱۵] شامل دستگاه «سی دی تی وی»، ریموت کنترل/جوی استیک، صفحه کلید، ماوس و گرداننده فلاپی دیسک

## رقبا در بازار
سیستم‌های صوتی/ویدئویی چند منظوره:
- فیلیپس سی دی-آی
- لیزر اکتیو پایونیر[۱۶]
- سیستم اطلاعات ویدئویی تَندی[۱۷]

سیستم‌های بازی‌های ویدئویی:
- PC-Engine شرکت ان‌ای‌سی به همراه سوپر سی دی-رام
- سگا مگا درایو با سی دی-رام
- کنسول «۳دی‌او» محصول شرکت ۳دی‌او